# Peter Green (historiker)
Peter Morris Green, född 22 december 1924 i London, död 16 september 2024 i Iowa City, Iowa, var en brittisk historiker känd för sin Alexander to Actium, en allomfattande berättelse om den hellenistiska tiden, samt andra verk. Han var också författare av en uppskattad översättning av satiren av den romerske diktaren Juvenalis.
Efter militärtjänst i Burma under andra världskriget gick han på Trinity College vid universitetet i Cambridge. Därefter skrev han historiska romaner och arbetade som journalist. 1963 flyttade han med sin familj till den grekiska ön Lesbos där han var översättare och därefter till Aten där han rekryterades för att undervisa i antikens historia i College Year in Athens.
Green undervisade i Aten från 1966 till 1971 och på University of Texas at Austin där han var Dougherty centennial professor emeritus i klassisk historia. Han var sedan hjälpprofessor vid University of Iowa. Green var också gästprofessor på East Carolina University. År 1986 undervisade han vid Tulane University.

### Bokrecensioner
- "The Women and the Gods" The New York Review of Books 54/11 (28 June 2007) : 32-35 reviews Joan Breton Connelly, Portrait of a Priestess: Women and Ritual in Ancient Greece